# Isla Rose
La Isla Rose (en inglés: Rose Island) es una pequeña isla en las Bahamas, que se encuentra a 3 km al este de la isla Paradise, justo fuera de la isla de Nueva Providencia. La isla no tiene infraestructura formal residencial ni carreteras. Es utilizada como una estación para encuentros con delfines entrenados, y hay muelles para este propósito en una cala interior a la que se accede por el mar. La mayor masa de la isla se compone de una laguna interior poco profunda en el centro de la isla. La elevación más alta de la isla es de 52 pies.